# Karim Zéribi
Karim Zéribi (* 25. September 1966 in Avignon) ist ein ehemaliger französischer Fußballspieler, Gewerkschafter und Politiker. Er ist Mitglied des Stadtrats von Marseille und seit 2012 Abgeordneter des Europäischen Parlaments.

## Leben
Zéribi wurde am 25. September 1966 als Sohn von algerischen Eltern in Avignon geboren. Seine erste Karriere verbrachte er als Profifußballer beim FC Rouen. Eine schwerwiegende Knieverletzung zwang ihn zum Ausscheiden.
Anfang der 1990er Jahre wurde er – wie schon sein Vater und Großvater – Angestellter der staatlichen Eisenbahnen SNCF in Marseille. Von 1994 bis 1996 war er daneben Gewerkschaftsfunktionär in der Confédération générale du travail (CGT).
2008 wurde er als Vertreter der Divers gauche in den Stadtrat vom Marseille gewählt und ab 2009 war er auch Delegierter des Gemeindeverbandes Communauté urbaine Marseille Provence Métropole. Er nahm 2009 für die Parti socialiste an der Europawahl 2009 teil, für die er zwar nicht gewählt wurde aufgrund seines Ergebnisses aber zum ersten Ersatzmann wurde. Im Jahre 2010 wechselte Zéribi zu den Grünen (Europe Écologie-Les Verts). Am 11. Juni 2012 folgte er Vincent Peillon, der nach den französischen Präsidentschaftswahlen in die Regierung eintrat, als Abgeordneter des Europaparlaments.

## EU-Abgeordneter
Zéribi ist in der Fraktion der Grünen / Freie Europäische Allianz.
Als Mitglied ist er im Ausschuss für auswärtige Angelegenheiten, Menschenrechte, Gemeinsame Sicherheit und Verteidigungspolitik, in der Delegation für die Beziehungen zu den Maghreb-Ländern und der Union des Arabischen Maghreb, in der Delegation für die Beziehungen zu den Vereinigten Staaten und der Delegation in der Parlamentarischen Versammlung der Union für den Mittelmeerraum.
Stellvertreter ist er im Ausschuss für Verkehr und Fremdenverkehr.
Karim Zéribi ist verheiratet und Vater von vier Kindern.